# ホルシムグループ
ホルシム（英: Holcim Ltd.）は、スイス・ザンクト・ガレン州・Rapperswil-Jonaに本拠を置き、世界90カ国以上でセメント、骨材、コンクリート等の製造・販売を行う企業。メキシコのセメックスなどと共に、セメントメジャーの筆頭に挙げられる。スイス証券取引所、ユーロネクスト・パリ上場企業（SIX: HOLN、Euronext: HOLN ）。

## 沿革
現在の組織は、ホルシムとフランスのラファージュ（Lafarge S.A.）が2015年7月に経営統合をすることで設立された。
ホルシム（旧）
- 1912年、スイスのアールガウ州レンツブルクホルダーバンクでホルダーバンク社（Holderbank AG）として創業（英語版）。
- 1958年、スイス証券取引所に上場。
- 2001年3月、社名をホルダーバンクからホルシムに変更。
- 2005年、 Associated Cement Companies(現：ACC)、Aggregate Industries等を買収。

ラファージュ
- 1833年、フランスのアルデシュ県において、石灰石の採掘を目的として創業。
- 1864年、初めての大規模な国外事業として、スエズ運河建設のための石灰を供給する。
- 1887年、アルデシュ県に最初の工場を設立。
- 1956年、カナダのリッチモンドにセメント工場を設立し、北米進出を果たす。
- 1957年、結節点のエドモントンにパイプライン部門を設置、カナダ横断パイプラインを固定するサドルやブロックを供給[2]。
- 1970年、カナダセメント（エイトケン卿が1909年にモントリオールで創業）を吸収合併[3]。
- 1981年、グループ・ブリュッセル・ランバートの参加者が再編され、ほどなくGBL がラファージュやトタル、スエズなどのフランス大企業を支配するようになる。この頃ヒラリー・クリントンが重役となる[4]。
- 1989年、Bertrand P. Collomb がラファージュ会長となり（1975年入社）、2012年まで君臨。
- 1997年、イギリスの砕石会社Redlandを買収。
- 2001年、イギリスのセメント会社ブルーサークルを買収。同年9月、麻生セメントに資本参加[注釈 2]。
- 2008年、エジプトのオラスコム・コンストラクション・インダストリーズ（OCI）のセメント部門を100％子会社化[注釈 3]。

ホルシムグループ
- 2014年4月、経営統合を発表[5]。2015年7月、統合完了し「ラファージュホルシム」が発足[6]。
- 2016年9月、3Dプリンターによるコンクリート構造部材の製作技術を発表[7]。11月、SHERPAとEuropean Center for Constitutional and Human Rightsが、ISILの戦争犯罪を金融面で幇助した疑いで起訴[8]。
- 2017年5月、ISIL幇助の疑いを受けラファージュ出身のCEOが辞任後、前シーカCEOが新CEOに着任[9]。
- 2021年7月、社名をラファージュホルシムから現社名に変更[10]。

## 主なグループ企業[11]
- Holcim Inc.（アメリカ）

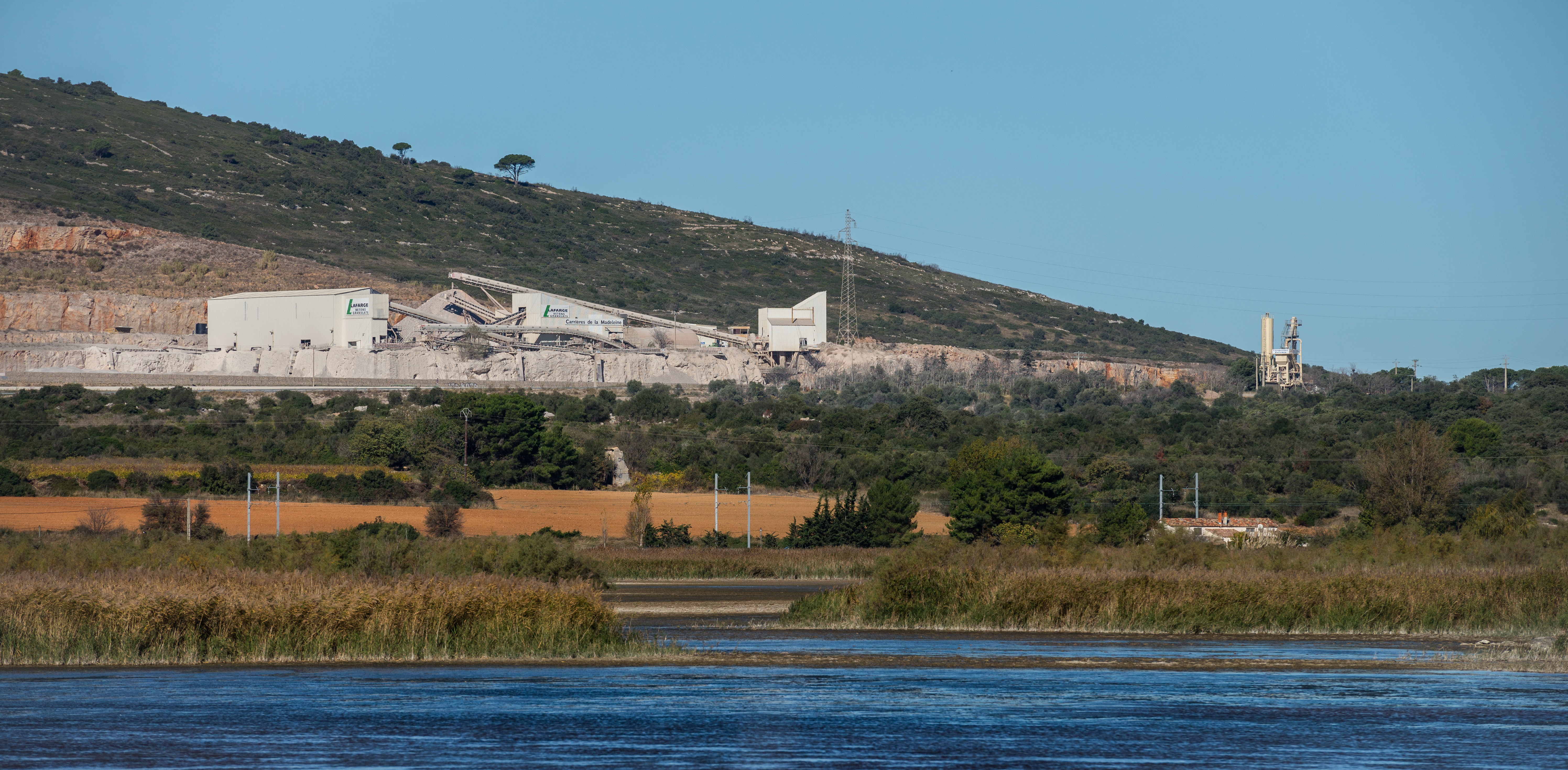
フランス南部、ヴィルヌーヴ＝レ＝マグローヌのラファ―ジュ採石場（2013年）

- Lafarge North America Inc.（アメリカ）
- Aggregate Industries（イギリス）
- LafargeHolcim Russia（ロシア）
- Huaxin Cement Company Ltd.（中国）
- ACC Limited（インド）